# Diceratella
Diceratella es un género  de plantas pertenecientes a la familia Brassicaceae.   Comprende 14 especies descritas y de estas, solo 9 aceptadas.

## Descripción
Es un pequeño arbusto con base leñosa, que alcanza un tamaño de 10-20 cm de altura, erecto o ascendente, muy ramificado, grisáceo con pequeños pelos estrellados, blanquecinos, ligeramente ásperos. Las hojas suborbiculares, ovadas a elíptico-oblongas, dentadas subenteros, ± obtusas, con peciolo  de 15-30 mm de largo 5-15 mm de ancho. Las inflorescencias en racimos cortos, con 5 a 10 flores, laxas. Flores de 10 mm de diámetro, de color rosa o rosa, guapo; pedicelos muy cortos, poco visible, engrosada, erguido en las frutas. Sépalos de 7-9 mm de largo. Pétalos de 12-15 mm de largo, 3-4 mm de ancho, de garra larga. Estambres de 6: 10 mm de largo. El fruto es una silicua de 12-15 mm de largo, 2 mm de ancho, erecto, pero ligeramente curvada anteriormente, con 2 cuernos en el ápice de las válvas y por debajo del estigma, grisáceo, válvas con el nervio central que termina en los cuernos apicales, con 6-10 semillas en cada lóculo, de 1 mm de largo.

## Taxonomía
El género fue descrito por Pierre Edmond Boissier y publicado en Diagnoses Plantarum Orientalium Novarum ser. 1. 1(5): 80. 1844.

## Especies aceptadas
A continuación se brinda un listado de las especies del género Diceratella aceptadas hasta septiembre de 2013, ordenadas alfabéticamente. Para cada una se indica el nombre binomial seguido del autor, abreviado según las convenciones y usos.
- Diceratella alata Jonsell & Moggi
- Diceratella canescens (Boiss.) Boiss.
- Diceratella elliptica (DC.) Jonsell
- Diceratella floccosum (Boiss.) Boiss.
- Diceratella incana Balf.f.
- Diceratella inermis Jonsell
- Diceratella psilotrichoides Chiov.
- Diceratella revoilii (Franch.) Jonsell
- Diceratella smithii (Baker f.) Jonsell